# José María Blázquez Martínez
Pour les articles homonymes, voir Blázquez.
José María Blázquez Martínez, né à Oviedo le 7 juin 1926 et mort à Madrid le 27 mars 2016,,, est un historien espagnol, professeur émérite d'histoire ancienne et académique de l'Académie royale d'histoire (élu en 1987 avec la médaille no 13). Il a occupé la chaire à titre de professeur émérite d'histoire ancienne à l'université Complutense de Madrid.

## Biographie
Après des études en philologie classique, José María Blázquez Martínez a obtenu un doctorat en philosophie et en lettres à l'université de Salamanque, avec sa thèse Religiones primitivas de Hispania I. Fuentes literarias y epigráficas publiée à Madrid en 1962. Il a poursuivi ses études dans diverses universités et centres de recherche étrangers. Il a commencé sa carrière comme professeur d'archéologie classique, et plus tard, il obtint la chaire d'histoire ancienne universelle et d'Espagne à l'Université de Salamanque. Il part ensuite pour occuper une chaire de l'Université complutense de Madrid. Avec cette chaire, la seconde en Espagne, l'enseignement de l'histoire ancienne a fait une grande avancée, puisque cette période n'est plus seulement vue comme un appendice à la préhistoire ou comme une introduction à l'histoire médiévale, mais comme une partie distincte de l'histoire.
Il a été boursier de la fondation Alexander von Humboldt à l'université de Marburg (en Allemagne), puis directeur de l'Institut Espagnol d'Archéologie « Rodrigo Caro » du CSIC (succédant à son maître, le professeur Antonio García y Bellido), ensuite il a dirigé la revue Archivo Español de Arqueología. Il est également le fondateur et le directeur de Gerión, ainsi que le co-directeur de Archivo Epigráfico de Hispania et de la revue Hispania Epigraphica dont il est resté jusqu'à la fin de sa vie membre du conseil de rédaction.
Dans son enseignement, il a impulsé l'importance et la validité du recours à différentes sources pour la recherche, en particulier archéologique et épigraphique, ce qui donne ainsi à l'enquête historique son identité propre. Dans ses enseignements, le professeur José María Blázquez a formé toute une génération de spécialistes de l'histoire, puisque plusieurs de ses élèves ont occupé des chaires dans diverses universités.
En plus de sa très vaste production scientifique, José María Blázquez Martínez a publié de nombreux ouvrages. Il a aussi combiné son travail universitaire avec des activités sur le terrain,des fouilles archéologiques à Castulo en Espagne jusqu'à ses recherches sur le Monte Testaccio à Rome avec son ancien élève le professeur José Remesal Rodríguez.
Il est docteur honoris causa de l'université de Bologne, de Salamanque, de Valladolid, de León et élu à l'Université Charles III de Madrid le 1er février 2013. Il a également été membre de nombreuses académies et instituts espagnols, européens et américains : membre ordinaire de l'Institut archéologique allemand à Berlin, de The Hispanic Society of America ou bien encore correspondant de la Academia Nazionale dei Lincei de Roma.
Membre du Colegio Libre de Eméritos Universitarios, président de la Sociedad Española de Orientalistas et membre de l'Académie des Sciences de New York, il a été aussi correspondant de l’Académie des inscriptions et belles-lettres à Paris.
Il a été marié à l'architecte allemande Beatrix Schwaar. Il est inhumé le 28 mars 2016 dans le tombeau familial du cimetière de San Carlos Borromeo à Salamanque, la ville de ses racines et où il avait enseigné à l'université pendant plusieurs années.

## Œuvre
Soulignée en particulier dans l'archéologie, l'étude des mosaïques romaines de la péninsule mise en avant dans le catalogue général publié par le CSIC, et dont l'auteur de certains de ses volumes en histoire ancienne, et plus particulièrement en rapport au christianisme primitif est due à José María Blázquez Martínez. Tout au long de sa vie, il n'a pas cessé de s'intéresser à l'étude de l'identité religieuse des différents peuples préromains de l'Hispanie et à intégrer ses contributions aux études des religions dans l'histoire méditerranéenne.

## Prix et récompenses
Parmi ses récompenses, les plus notables sont la grande médaille d'argent d'archéologie de l'académie d'architecture de Paris, le prix Franz Cumont de l'Académie de Bruxelles, le prix Rome en 2003 et le prix chevaux d'or à Venise en 2003. En juin 2010, il est nommé conseiller d'honneur du Centro de Estudios Linarenses, après avoir prononcé son discours inaugural intitulé « Quarante années d'étude sur Cástulo ».
Le professeur José María Blázquez Martínez est considéré comme le maître de plusieurs générations d'historiens et a impulsé un grand nombre recherche. En plus de l'attention spéciale qu'il portait à la religiosité pendant l'Antiquité ou à l'iconographie des mosaïques, une grande partie de son œuvre concerne la romanisation, la colonisation phénicienne, les Tartessos, et en général la Méditerranée antique.
En 1998, après sa récente retraite, l'Université Complutense de Madrid a publié un hommage à José María Blázquez Martínez en six volumes, coordonné par deux de ses disciples les plus proches, Julio Mangas et Jaime Alvar, qui les avaient formé dans leurs différentes étapes de leur vie académique, ainsi qu'avec d'autres collègues et amis de différents domaines dans lesquels il avait travaillé.
En mars 2007, le conseil municipal de la ville de Mérida lui consacre le nom d'une rue dans la nouvelle extension urbaine située à l'est de la ville.
Le 29 mars 2016, à l'occasion de sa mort, le ministre de l'Éducation, de la Culture et des Sports, dans une note officielle, déplore son décès et dit:
« José María Blázquez es una referencia imprescindible para conocer nuestro pasado... Blázquez deja un legado importante tanto por su vasta producción científica, como por su impronta, que creó escuela en un amplio número de discípulos que se encuentran en activo. »

## Annexe